# Qianball
Qianball (udtales "tjanball") er en kombination af tennis, badminton og squash. Det stammer fra Kina, hvor det blev lanceret i 1998, og i dag har 1 mio. registrerede spillere.
De første qianballklubber i Danmark startede i Næstved og Kastrup (ved Vordingborg) i 2004, og hvilket også var de første klubber i hele Europa. Der er i dag, et stadig stigende antal klubber, fordelt over hele Danmark. Omkring foråret 2006 blev Qianball en del af KFUMs Idrætsforbund.
Qianball spilles på en bane der, i grove træk, ligner en badminton bane. I Qianball er målene dog en del større (7,8 m x 7,6 m). Nettet sidder, ligesom i Tennis, fra gulvet og op, i modsætning til Badminton hvor nettet er hævet fra gulvet. I modsætning til både Tennis og Badminton, men ligesom i Squash, står begge spillere på samme side af nettet. På spiller siden er banen delt op i de tre zoner; venstre servezone, højre servezone og netzonen, der tilsammen udgør spillerzonen. Zonen på den anden side af nettet kaldes boldzonen. Bolden er, via en elastik, fastspændt til enten en krog i gulvet eller en boldtaske med modvægt i, som er placeret forrest, i midten mellem servezonerne.
Når spillet starter står spillerne i hvert sin servezone. Serveren skal så skyde bolden over på den modsatte side af nettet, hvor bolden kun må røre gulvet én gang. Herefter sørger elastikken for at hive bolden tilbage over nettet. Nu skal modtageren så nå at slå til bolden inden den rammer gulvet i spillerzonen, og sådan fortsætter spillet til bolden tabes. I boldzonen er der ingen ydre grænser, det vil sige at der ikke er noget der hedder "ude" på denne side af nettet. Det eneste krav er at bolden kommer tilbage over nettet.
I Qianball spiller man, efter hver serv om pointet, modsat Badminton, hvor man spiller om serveretten og så pointet. Så derfor er der en bestemt rækkefølge man server i. Første spiller server til der er uddelt to point, hvorefter serven skifter. Nu server spiller 2 så til to point er uddelt. Herefter skiftes der så både serv og servezone. Så kort sagt skiftes der serv ved hvert 2. point og servezone ved hvert 4. point.
Da baneoptegningen er magen til en badminton bane (blot større), kan spillet sagtens spilles på en badminton bane, hvilket nogle klubber i Danmark gør. De fleste klubber bruger dog originale net og baner.
Elastikken i Qianball kan blive over 12 meter lang, så man skal beregne lidt ekstra plads til boldzonen, ved opsætning af en bane.
Qianball kan spilles af alle aldersgrupper, både unge og ældre. Spillet er velegnet til ren træning eller som professionel sport.

## Eksterne links
- http://www.qianball.dk Arkiveret 28. august 2019 hos  Wayback Machine